# Skolkowo
Skolkowo (russisch Сколково) ist ein Dorf in der Oblast Moskau (Russland) mit 365 Einwohnern.
Der Ort wurde vor allem durch das dort geplante Innovationszentrum Skolkowo bekannt, das 2015 oder später nach dem Vorbild des US-amerikanischen Silicon Valley errichtet werden soll.

## Geographie und Verkehr

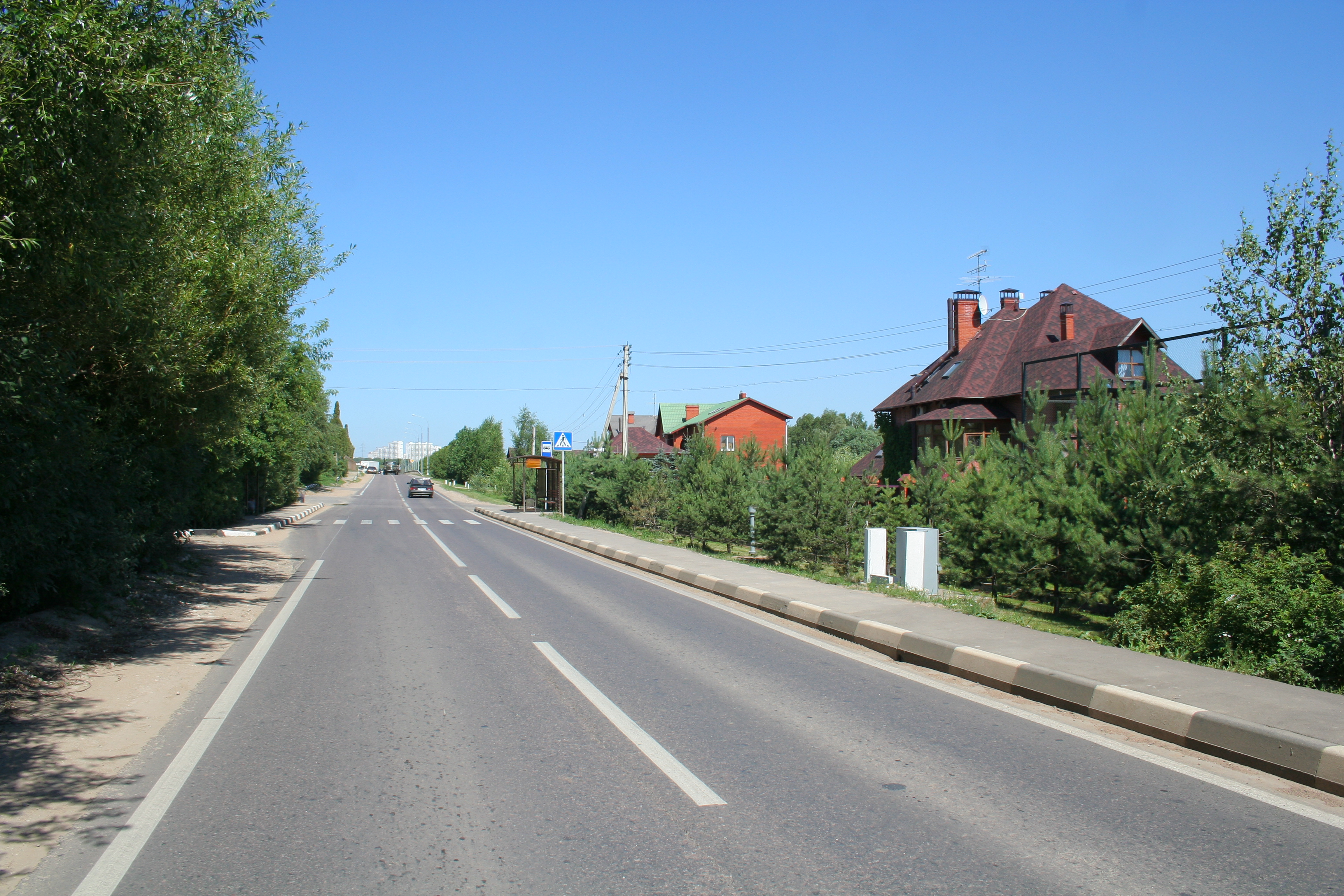
Die Chaussee in Skolkowo

Skolkowo liegt rund 20 km westlich des Stadtzentrums von Moskau sowie zwei Kilometer außerhalb des äußeren Moskauer Autobahnrings, welcher in diesem Bereich mit der Stadtgrenze Moskaus zusammenfällt. Verwaltungstechnisch gehört Skolkowo zur Stadtgemeinde Nowoiwanowskoje gorodskoje posselenije im Landkreis (Rajon) Odinzowo. Dessen Verwaltungszentrum, die Großstadt Odinzowo, befindet sich etwa sechs Kilometer Luftlinie westlich von Skolkowo.
Unmittelbar an Skolkowo grenzen die Ortschaften Nemtschinowo, Marfino und Saretschje an. Die ersteren beiden bilden zusammen mit Skolkowo und zwei weiteren Orten den Stadtkreis Nowoiwanowskoje (russ. Новоивановское городское поселение), während Saretschje einen eigenständigen Stadtkreis darstellt.
Die Hauptstraße Skolkowos ist die Landstraße Skolkower Chaussee (Сколковское шоссе), die den Ort mit Moskau verbindet und eine Anschlussstelle zum Autobahnring hat. Zwischen der U-Bahn-Station Kunzewskaja einerseits sowie Skolkowo und Nemtschinowo andererseits verkehrt regelmäßig der Mosgortrans-Linienbus 867.

## Geschichte
Das Dorf Skolkowo fand erstmals im späten 16. Jahrhundert eine urkundliche Erwähnung. Der Ortsname stammt möglicherweise vom Familiennamen Skolkow eines frühen Ortsbesitzers ab. Noch im selben Jahrhundert gab es im Ort eine Holzkirche, die der Geburt Christi geweiht war. Im 17. Jahrhundert wechselte Skolkowo mehrmals den Besitzer und zählte im Jahre 1704, als es einem Angehörigen des Adelsgeschlechts Menschikow gehörte, 25 Bauernhöfe mit einer Gesamtbevölkerung von 90 Seelen. Unter Menschikow entstand dort eine neue Holzkirche sowie ein Herrenhaus in Stein.
1765 brannte die Christi-Geburts-Kirche ab und wurde seitdem nicht wieder aufgebaut. 1890, unter dem letzten Ortsbesitzer vor der russischen Oktoberrevolution, lebten in Skolkowo 202 Einwohner.
In den 1960er-Jahren wurde Skolkowo durch die Erweiterung der Moskauer Stadtgrenzen bis an den Autobahnring zu einem nahen Vorort von Moskau. 1965 wurde es Teil des neu gegründeten Rajons Odinzowo, 2005 wurde innerhalb dessen der Stadtkreis Nowoiwanowskoje gebildet.
In den 1990er- und 2000er-Jahren entstanden in und um Skolkowo zahlreiche Villen und Mehrfamilienhäuser der gehobenen Klasse. Gegenwärtig gehört Skolkowo zum „Speckgürtel“ westlich von Moskau mit Grundstückspreisen, die zu den teuersten landesweit zu zählen sind.

## Wirtschaft

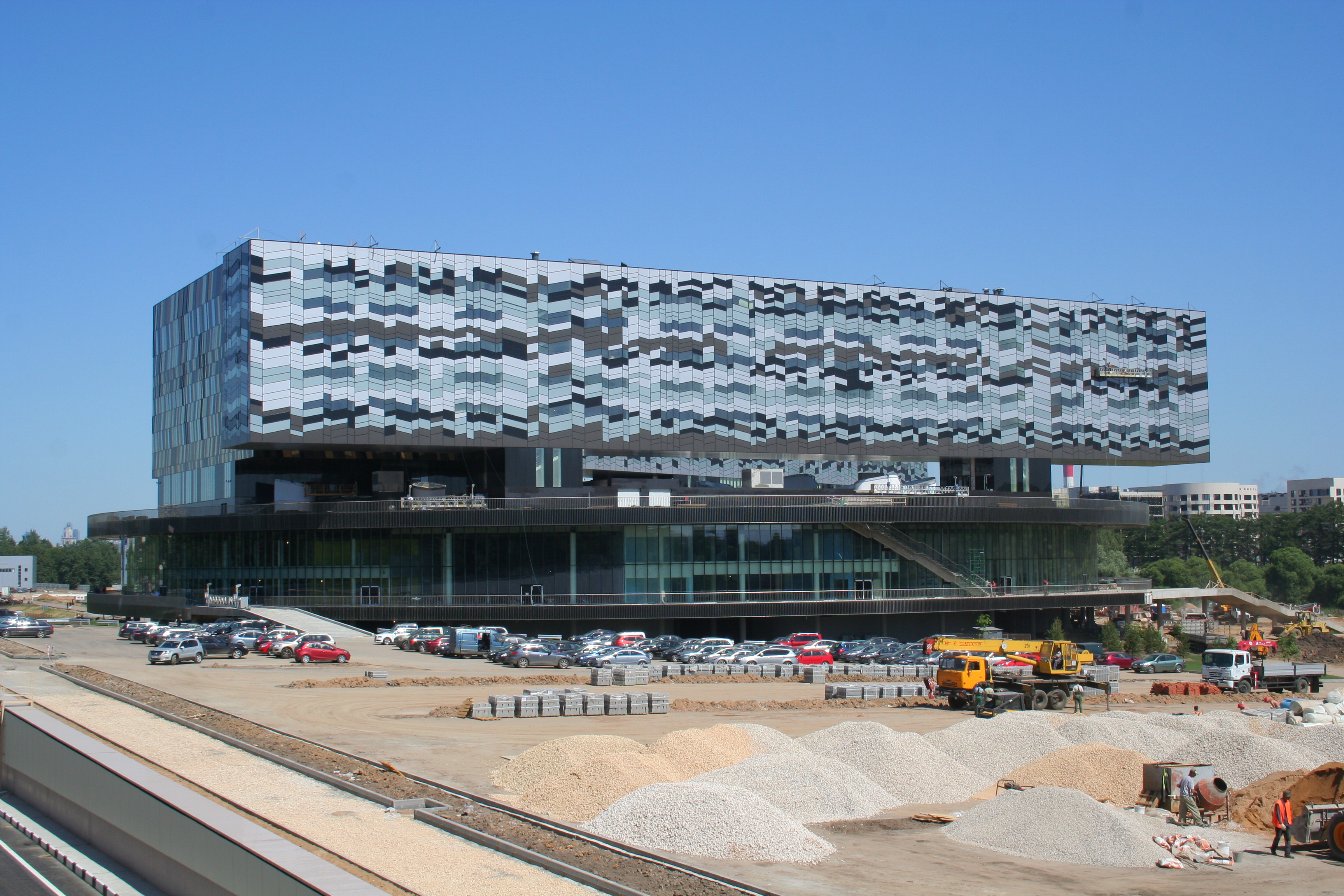
Der Campus der Managementschule, Bauphase Juni 2010

Seit Anfang 2010 liegen Pläne vor, in unmittelbarer Nähe von Skolkowo ein international bedeutendes Forschungs- und Industriegebiet zu errichten, dessen Konzept an das US-amerikanische Silicon Valley angelehnt werden soll. Das in Russland bislang neuartige Vorhaben soll sowohl vom russischen Staat als auch mit Hilfe privater Investoren finanziert werden. Die Fertigstellung könnte 2015 bis 2018 erfolgen.
Bekannt ist ferner die Privathochschule Moskauer Managementschule Skolkowo (Московская школа управления «Сколково»), die 2006 gegründet wurde und deren Campus östlich von Skolkowo nach den Plänen des britischen Architektenbüros Adjaye Associates errichtet wurde.